# Quadrinhos Sacanas
Quadrinhos Sacanas - o catecismo brasileiro é uma caixa com quatro livros que trazem uma coletânea de 12 histórias em quadrinhos pornográficas produzidas entre 1950 e 1980 por autores anônimos. A coleção foi organizada por Toninho Mendes com colaboração de Worney Almeida de Souza, Franco de Rosa e Gonçalo Júnior, publicada em 2010 pela editora Peixe Grande. O objetivo principal da coleção é mostrar a produção de quadrinhos eróticos para além de Carlos Zéfiro, o mais conhecido autor do gênero no Brasil. Os quatro livros são divididos por temas: "Sexo espacial", "Defloramento", "Sexo com animais" e "Terceiro sexo". Em 2011, a coleção ganhou o Troféu HQ Mix na categoria "melhor publicação erótica".